# Europakanal (Regensburg)
Der zwischen 1972 und 1978 erbaute Europakanal ist im Bereich der Stadt Regensburg seiner Funktion nach auch der Schleusenkanal der Schleuse Regensburg, für die im Stadtbereich staugeregelte Bundeswasserstraße Donau. Die örtliche Bezeichnung Europakanal erhielt die Wasserstraße als Teilstück der europäischen Schifffahrtsstraße von der Nordsee bis zum Schwarzen Meer. Aus der Bauzeit des Kanals zwischen 1960 und 1992 hat sich für den Kanal auch der Name Rhein-Main-Donau-Kanal erhalten.

## Verlauf des Kanals im Stadtgebiet und Schleuse

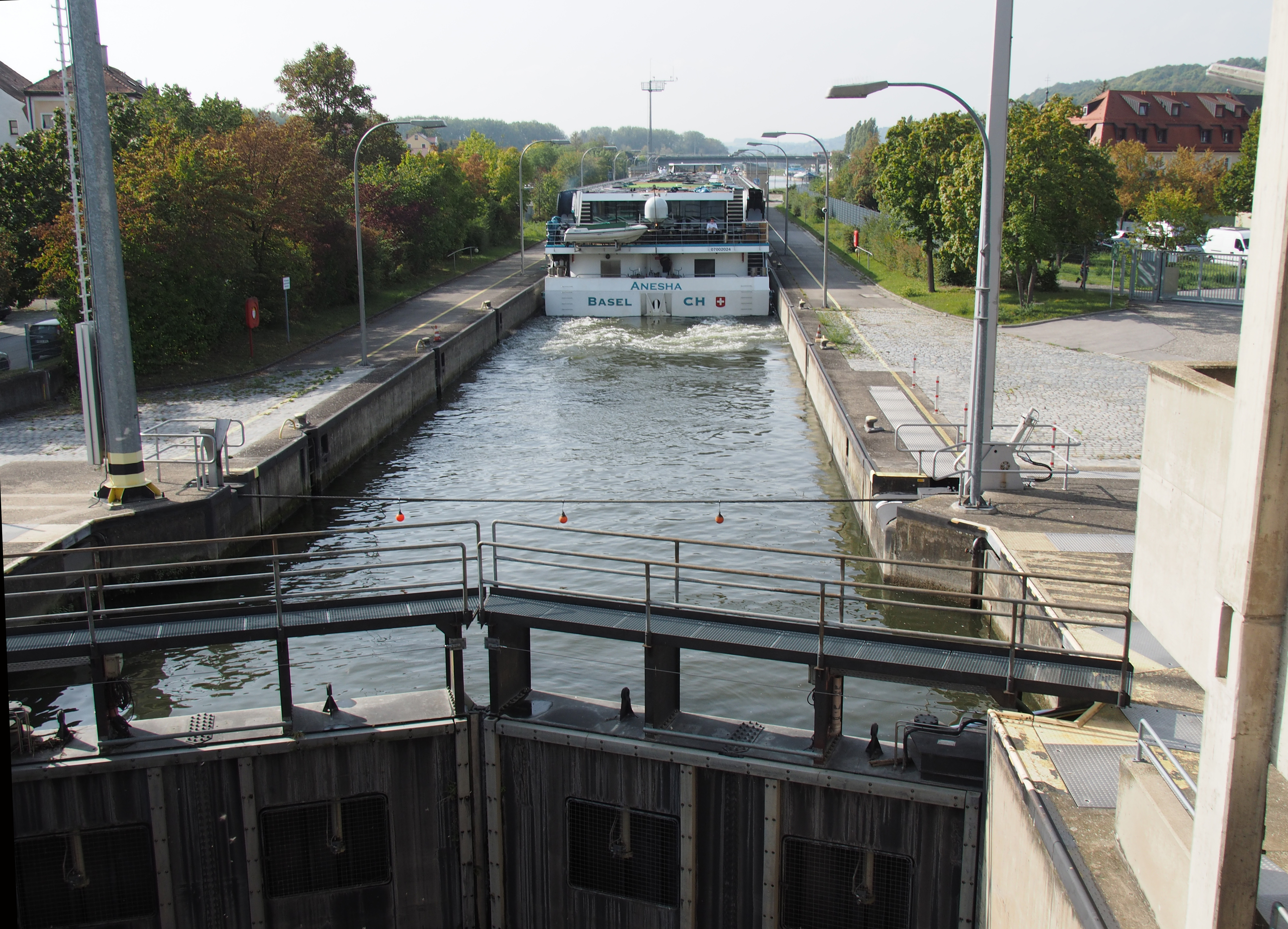
Schleuse am Europakanal bei Regensburg

Der Europakanal umgeht im Stadtgebiet von Regensburg nördlich die seit 1146 bestehende, denkmalgeschützte Steinerne Brücke über die Donau. Im Bereich der Stadt Regensburg verläuft die Donau aufgeteilt in einen breiten Süd-Arm und einen schmalen Nord-Arm. Die Aufteilung beginnt am westlichen Ende der Donauinsel Oberer Wöhrd, etwa 1 km westlich des Stadtteils Stadtamhof bei Strom-km 2381,22, dort wo die Staustufe Regensburg mit dem Kraftwerk Regensburg errichtet wurde. In Fortsetzung des Europakanals beginnt dort der Schleusenkanal der Schleuse Regensburg. Die Schleusenkammer hat eine Länge von 190 Metern bei einer Breite von 12 Metern und einer Fallhöhe der Schleuse von 5,20 m.

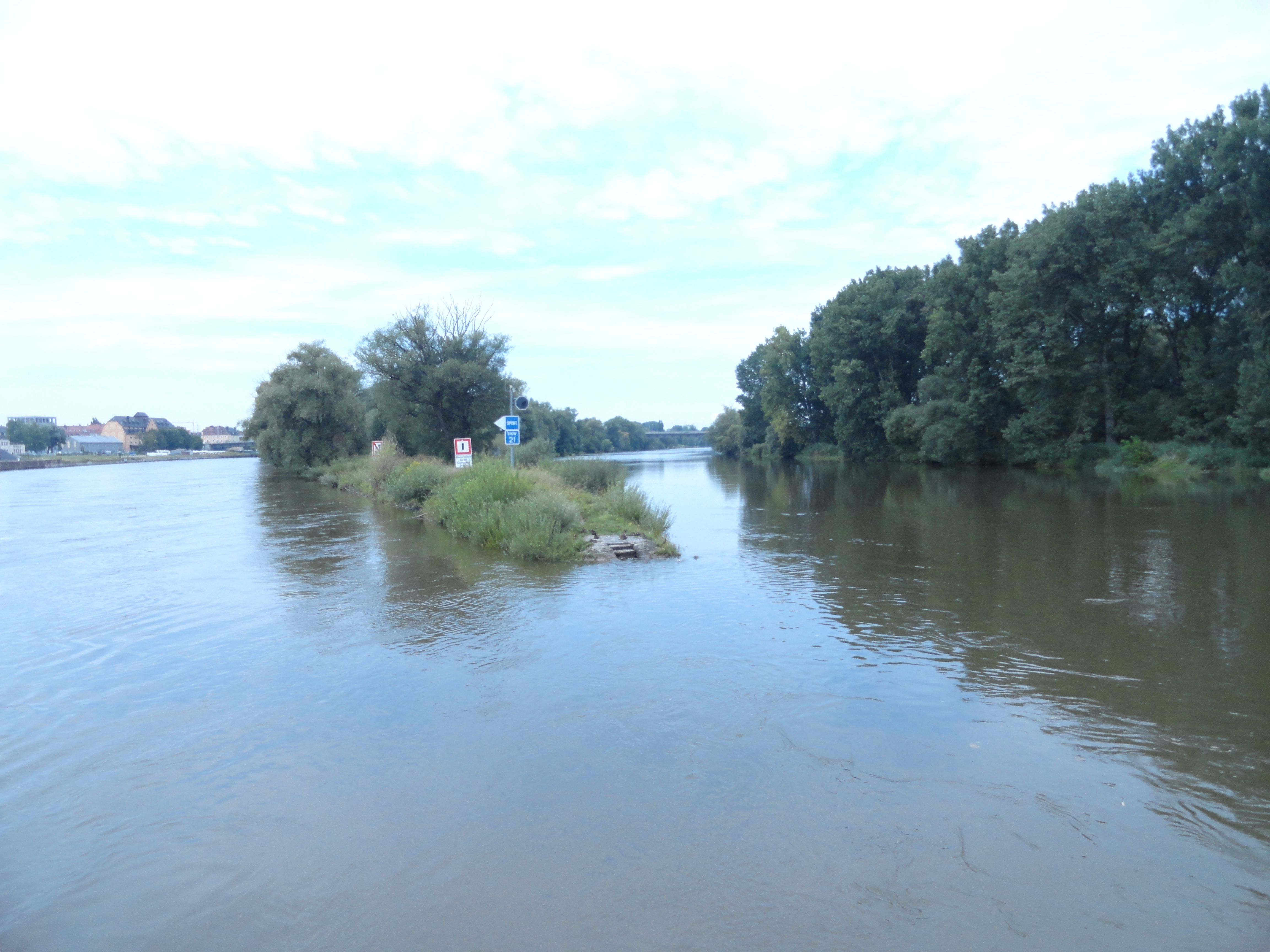
Lazarettspitze

Östlich der Schleuse vereint sich der Kanal bei Strom-km 2379,24 zunächst mit dem von Norden kommenden Fluss Regen und 420 m weiter stromabwärts mit dem Nordarm der Donau. Die Umgehungsstrecke der Donau mit Steinerner Brücke im Stadtgebiet von Regensburg hat also eine Länge von rund zwei Kilometern. Der Donaunordarm vereinigt sich nach einem weiteren Kilometer stromabwärts am östlichen Ende der Donauinsel Unterer Wöhrd, der sog. Lazarettspitze, bei Flusskilometer 2377,75 mit dem Südarm der Donau.
Durch den Bau des Kanals wurde der Stadtteil Stadtamhof vom nördlich angrenzenden Stadtteil Steinweg getrennt. Stadtamhof wird deshalb in einigen Quellen als Insel bezeichnet, die durch die Protzenweiherbrücke mit dem nördlichen Stadtteil Steinweg verbunden ist.

## Brücken

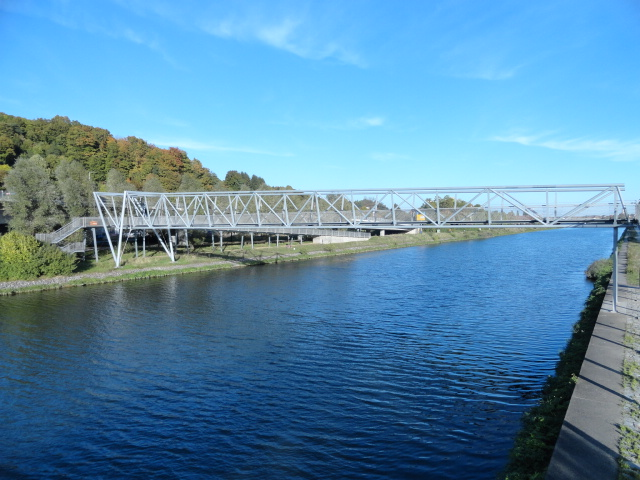
Fußgängerbrücke über den Europakanal

Über den Kanal führen zwei Straßenbrücken und eine Fußgängerbrücke. Am östlichen Ende des Schleusenkanals direkt unterhalb der Schleuse befindet sich die Protzenweiherbrücke, die zeitgleich mit dem Kanalbau errichtet wurde. Weiter westlich verbindet die Oberpfalzbrücke den Stadtteil Steinweg mit Stadtamhof. Noch weiter westlich beim Kraftwerk Regensburg, wo der Schleusenkanal als Teil des Europakanals beginnt, wurden Fußgängerbrücken errichtet.

## Geschichte
Erste Wünsche und Vorschläge zum Bau eines Kanals gab es in Regensburg bereits in den 1880er und 1890er Jahren, als durch neue durchgehende Ost-West-Bahnverbindungen dem Schiffstransport von Getreide aus Ungarn große Konkurrenz entstanden war. Damit war die Rolle von Regensburg als Kopfbahnhof und die Rolle des Regensburger Hafens als Umladestation gefährdet. Um den Schiffstransport weiterhin konkurrenzfähig zum Bahnverkehr zu erhalten, wurde der Abriss der Steinernen Brücke oder der Bau eines Umgehungskanals in Betracht gezogen.
Erste Planungen zum Ausbau der Donau bei Regensburg unter Nutzung des Protzenweihers gab es in den 1930er Jahren. Der Protzenweiher war eine Flutmulde, ein breiter feuchter Graben, der nur bei Hochwasser Wasser führte. Beim Bau des Kanals wurde diese Flutmulde genutzt.

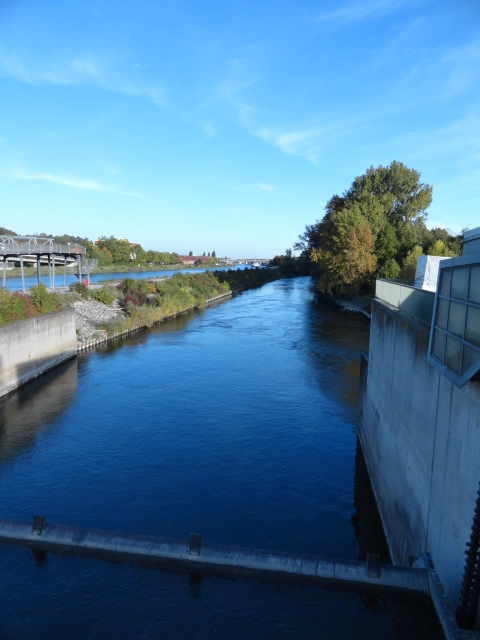
Europakanal (Beginn Schleusenkanal) (links) und Donau-Nordarm (rechts) verlaufen bei der Staustufe am Westende parallel

Der Bau des Europakanals brachte für Regensburg städtebauliche Herausforderungen mit sich. Der Kanal liegt von seiner Abzweigung bis zur Schleuse höher als das natürliche Landniveau.